# BMW R 60/2
Les BMW R 60 et R 60/2 sont des motos flat-twin de 600 cm3 fabriquées par BMW Motorrad de 1956 à 1969 à Munich, Allemagne.

## Conception et développement
Quelque 20 000 exemplaires de ces flat-twin R 60 (1956–1960, 28 ch), R 60/2 (1960–1969, 30 ch) et R 60US (1968-1969, 30 ch) ont été construits. Ces modèles, à l'exception de ceux portant la désignation « US », furent conçus principalement comme des motos robustes pour tirer des side-cars (des points de montage étaient intégrés) et avaient des cadres en acier tubulaire duplex.
Simultanément, des modèles connexes furent fabriqués avec différentes cylindrées :
- 500 cm3
  - R 50 (1955 - 1960, 26 ch)
  - R 50/2 (1960 - 1969, 26 ch)
  - R 50S (1960 - 1962, 35 ch)
  - R 50US (1968 - 1969, 26 ch)
- 600 cm3
  - R 69 (1955 - 1960, 35 ch) modèle orienté sport
  - R 69S (1960 - 1969, 42 ch)
  - R 69US (1968 - 1969, 42 ch)

Aux États-Unis, tous ces modèles à fourche Earles et à fourche américaine (c'est-à-dire télescopique) de 1955 à 1969 sont souvent regroupés en tant que BMW « Slash-2 ». Techniquement, cela est incorrect car ces modèles ne portent pas tous cette extension « /2 ».

## Fourche avant
Bien que BMW ait très tôt utilisé des fourches avant télescopiques à huile dans les années 1930, il choisit d'utiliser des fourches Earles sur les modèles R 60. Techniquement, la fourche avant triangulaire Earles, du nom de son concepteur, l'Anglais Ernest Earles, interdit toute plongée avant lors d'un freinage avant appuyé, ce qui est courant avec les fourches télescopiques. Ce système fonctionnait également parfaitement en side-car et bien que lourde et pesante en virage, la fourche Earles offrait à la vieille Beemer une conduite stable et rassurante.
En 1968, BMW installa des fourches télescopiques sur certains de ses modèles /2 qui furent reconduits pour l'année 1969. Dans une version modifiée, ces fourches furent utilisées sur les modèles /5 pour l'année 1970.
Les modèles de fourches Earles et télescopiques ont tous deux été proposés pour les clients pendant ces deux années 1968/1969.

## Transmission et freinage
Au cours des années 1960, très peu de motos étaient disponibles avec transmission par arbre. Les BMW étaient les plus courantes. L'arbre de transmission est monté dans un bain d'huile fermé à l'intérieur du bras oscillant droit, contrairement aux modèles précédents de BMW. Cet arbre entraîne la roue arrière par l'intermédiaire d'une cuvette cannelée qui entraîne elle-même une couronne dentée coupleur calée sur le pignon d'entraînement. Ce système pouvait entraîner des fuites des joints et devenir un problème pour les propriétaires de ces motos. Comme l'embrayage était à sec, il y avait des joints à l'arrière du vilebrequin, aux deux extrémités de la transmission, à l'arrière de l'arbre de transmission, et à l'avant et à l'arrière de l'unité d'entraînement arrière. De nombreux joints furent développés pour parer les fuites possibles de la transmission.
Les freins étaient des patins doubles à l'avant et simple à l'arrière. Au regard des normes modernes, ils n'étaient pas de bons freins. Les pneus avant et arrière étaient interchangeables avec des dimensions de 3,50 par 18 pouces.

## Équipements standards
Les motos vendues en Amérique avaient un guidon haut avec une barre transversale comme sur les moto de cross. Les modèles vendus ailleurs étaient livrés avec un guidon bas sans la barre transversale.

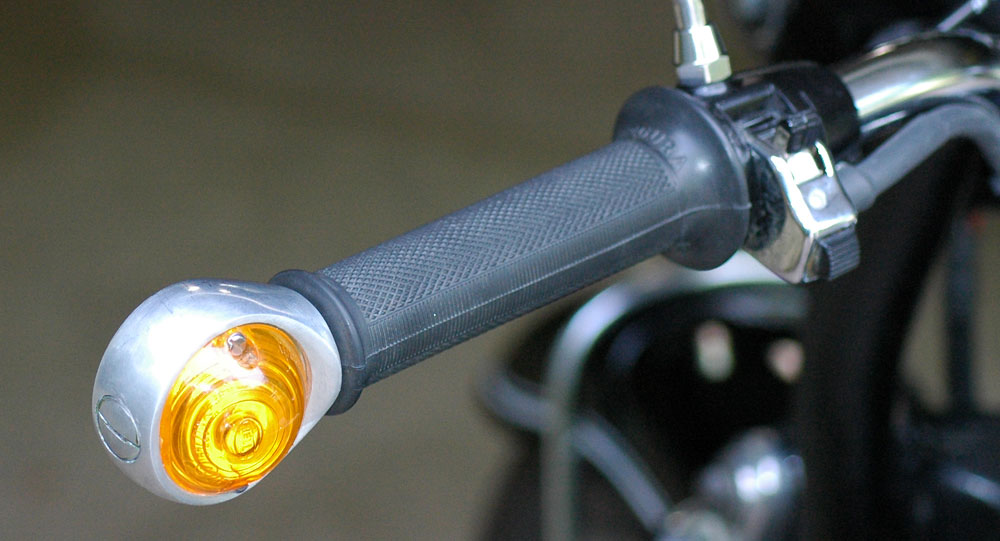
Clignotants de poignées Hella.

Plusieurs styles de selles étaient disponibles pour ces motos. Celles livrées aux États-Unis étaient généralement fournies avec une selle « double », soit en taille standard, soit en version large avec des poignées de maintien arrière chromées. Les options disponibles comprenaient une selle pilote Denfeld ou Pagusa solo, ou des selles pilote et passager individuelles.
Toutes les motos étaient livrées avec une trousse à outils. Les clignotants Hella étaient facultatifs et étaient montés aux extrémités du guidon avec la lumière dirigée vers l'avant et l'arrière.
Le réservoir de carburant standard contenait 17 litres, bien qu'une option couramment installée était un réservoir plus gros de 25 litres. En option, il était également possible d'installer des réservoirs sport de 26 et 30 litres.

## Accessoires

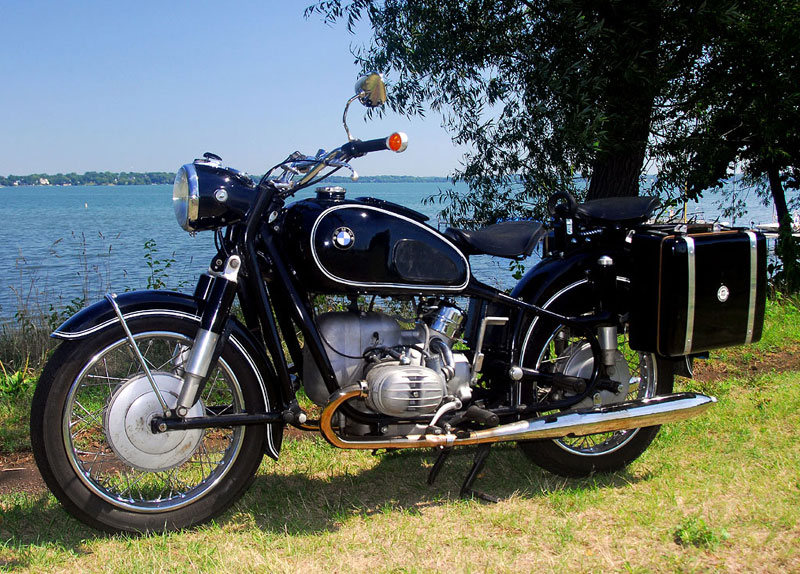
BMW R 60/2 1967 avec réservoir de 6½ gallons et sacoches Craven Golden Arrow.

Bien que les motos BMW des années 1960 étaient considérées comme des motos de tourisme longue distance aucune de ces motos n'étaient équipées en standard avec des carénages ou des bagages. Ces accessoires étaient proposés par des fournisseurs de pièces de rechange.
Les carénages les plus courants comprenaient ceux montés sur guidon de Wixom Ranger fabriqué dans l'Illinois ainsi que des modèles Avon. Il y avait également de nombreux fabricants de sacoches de selle et de valises pour les twins BMW dans les années 1960 comme Wixom ou Craven, un fabricant anglais. Butler et Smith proposait des sacoches en cuir d'import ainsi que plusieurs styles de porte-bagages à monter derrière la selle passager. Il proposait également plusieurs types de pare-brise, des barres de sécurité, des projecteurs, des kits d'outils au pas européen et un tachymètre mécanique.

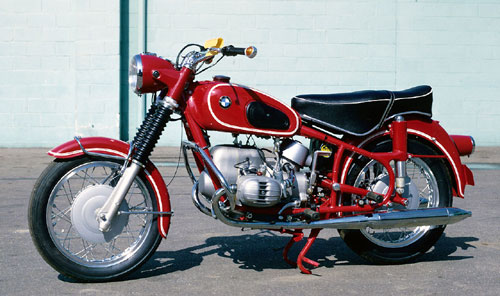
Photo originale de 1968 d'une toute nouvelle BMW R 60US avec fourche télescopique et selle double standard.

Les motos américaines étaient équipées de série d'une double selle étroite, bien que de larges selles doubles avec poignées arrière chromées puissent être commandées. Des selles solo fabriquées par Pagusa ou Denfeld pour le conducteur et le passager étaient également disponibles.
Une barre de sécurité de forme ovale était disponible pour toutes les motos BMW de 1955-1969 auprès de l'importateur américain Butler & Smith, New York.

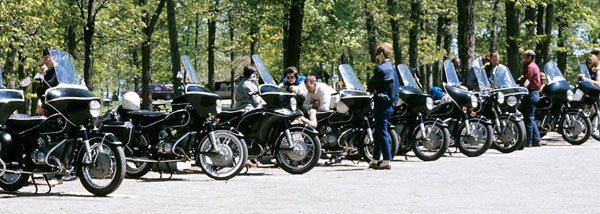
Le club BMW Madison (WI) en 1970, avec de nombreux carénages Wixom.
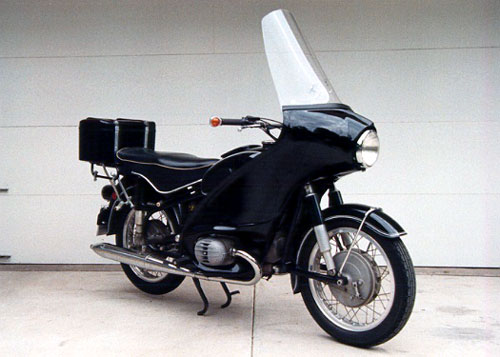
R 60/2 avec carénage complet Avon et top case Cravec.
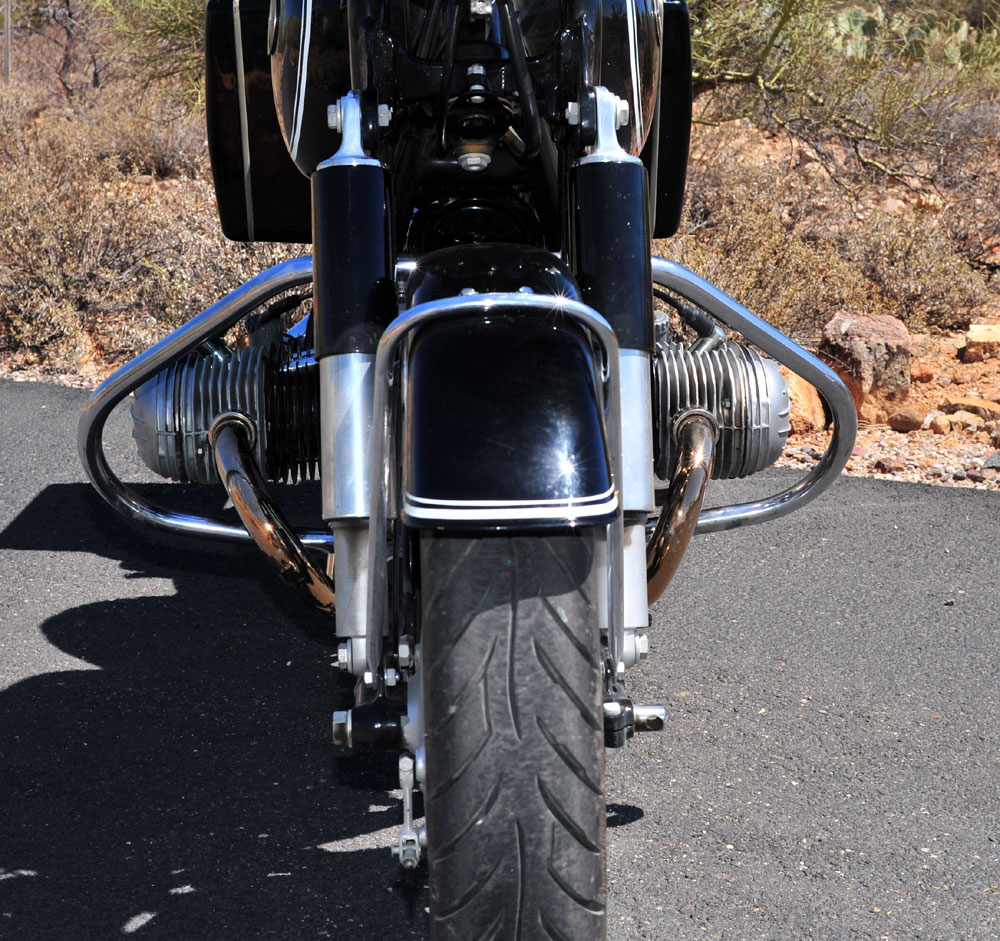
Barre de sécurité installée sur une BMW R 60/2 de 1967.
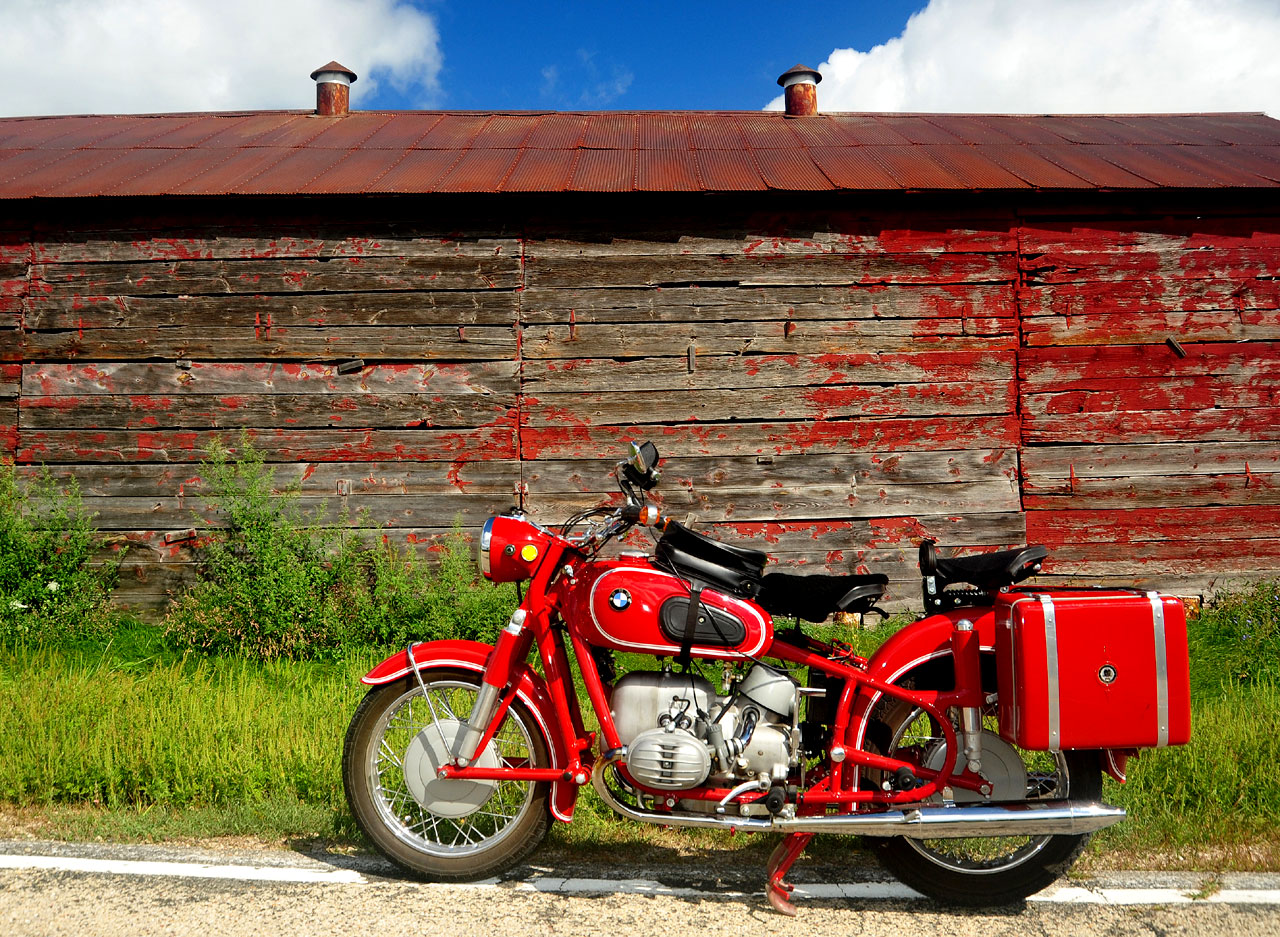
BMW R 60/2 de 1967 Rouge Grenade avec sacoches Craven.

## Dans la littérature
Le pilote BMW le plus célèbre des années 1960 était probablement Danny Liska qui emmena des R 60 de l'Alaska à la Terre de Feu lors de son premier voyage, et du cap Nord au cap de Bonne-Espérance en Afrique du Sud lors d'un second voyage. Son livre sur le premier voyage, Two Wheels to Adventure (Alaska to Argentina by Motorcycle), fut publié en 1989 et réédité en 2004. Dans le livre Traité du zen et de l'entretien des motocyclettes, John et Sylvia accompagnent Robert Pirsig, l'auteur, et son fils Chris, lors d'un road trip en 1968 du Minnesota à San Francisco, sur une BMW R 60. Tout au long du livre, Pirsig met en contraste sa passion et son soin à entretenir sa moto avec la peur de John pour la technologie : « La BMW est célèbre pour ne pas causer de problèmes mécaniques sur la route et c'est sur cela qu'il compte. »

## Séries moteurs
Numéros de moteur
- 1955 - 1960 R 50 : 550 001 - 563 515
- 1960 - 1969 R 50/2 & R50US : 630 001 - 649 037
- 1956 - 1960 R 60 : 618 001 - 621 530
- 1960 - 1966 R 60/2 : 622 001 - 629 999
- 1966 - 1969 R 60/2 et R 60US : 1 810 001 - 1 819 307